# LTO Sotočje
LTO Sotočje (Lokalna turistična organizacija Sotočje) je zavod, ki skrbi za oblikovanje celovite turistične ponudbe in za pospeševanje razvoja turizma na območju občin Tolmin in Kobarid. Člani zavoda so lahko podjetniki, pravne osebe in podjetniki posamezniki, katerih dejavnost je neposredno povezana s turizmom ter soboodajalci in kmetje, ki opravljajo turistično dejavnost.
Člani zavoda so lahko turistična in druga društva, ki opravljajo s turizmom povezano dejavnost.
Člani zavoda so lahko tudi druge ustanove in posamezniki, ki prispevajo k turistični ponudbi in razvoju turizma.
Osnovne naloge zavoda so:
- sodelovanje in strokovna pomoč turističnim ponudnikom
- uveljavljanje razvojne politike lokalnih skupnosti na področju turizma
- informiranje in pomoč obiskovalcem v info centru
- trženje destinacije

V info centru zagotavljajo informacije o možnostih namestitve, o lokalnih in regionalnih znamenitostih, prireditvah in dogodkih, o športnih, rekreativnih in kulturnih programih, tematskih poteh in Triglavskem narodnem parku. 
Sprejemajo rezervacije za namestitve in športne programe. Obiskovalcem je na voljo internet, prospekti, vodniška literatura, zemljevidi in razglednice.